# Titanostrombus
Titanostrombus (do século XVIII ao início do século XXI os seus epítetos específicos colocados nos gêneros Strombus, Eustrombus e Lobatus) é um gênero de moluscos gastrópodes marinhos herbívoros, pertencente à família Strombidae, na subclasse Caenogastropoda e ordem Littorinimorpha. Foi classificado por Edward J. Petuch, em 1994, na obra Atlas of Florida Fossil Shells (Evanston, Illinois: Chicago Spectrum Press); e sua distribuição geográfica é quase toda na costa atlântica e pacífica da região neotropical, incluindo o golfo da Califórnia e costa externa da Baja California Sur. Sua espécie-tipo, Titanostrombus goliath, fora coletada na praia de Paracuru, no Ceará, ao largo da costa da região nordeste do Brasil (sua localidade-tipo); descrita por J. S. Schröter em 1805, com a denominação Strombus goliath (no gênero Strombus), no texto "Berichtigungen für meine Einleitung in die Conchylienkenntniss nach Linné"; publicado na obra Zweyte Fortsetzung. Archiv für Zoologie und Zootomie. 4(2), páginas 137-160.

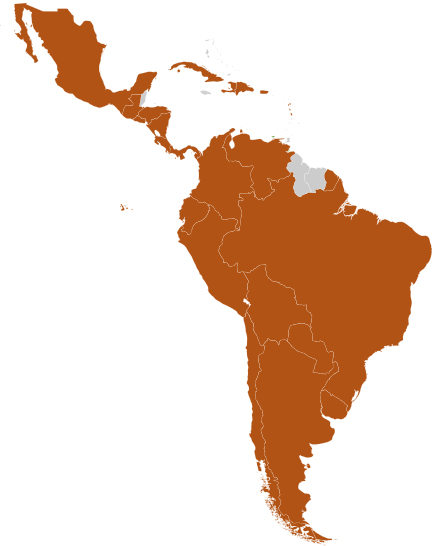
A distribuição geográfica do gênero Titanostrombus quase totalmente coincide com a faixa tropical da América Latina, na região nordeste do Brasil,[6] entre o Maranhão e Sergipe e indo até a região sudeste do Brasil, no Rio de Janeiro;[10] e no leste do oceano Pacífico; do golfo da Califórnia (ou mar de Cortés; incluindo a costa externa da Baja California Sur), entre o México e Peru e indo até as Galápagos.

## Espécies deTitanostrombus
- Titanostrombus goliath (Schröter, 1805)
- Titanostrombus galeatus (Swainson, 1823)[1]

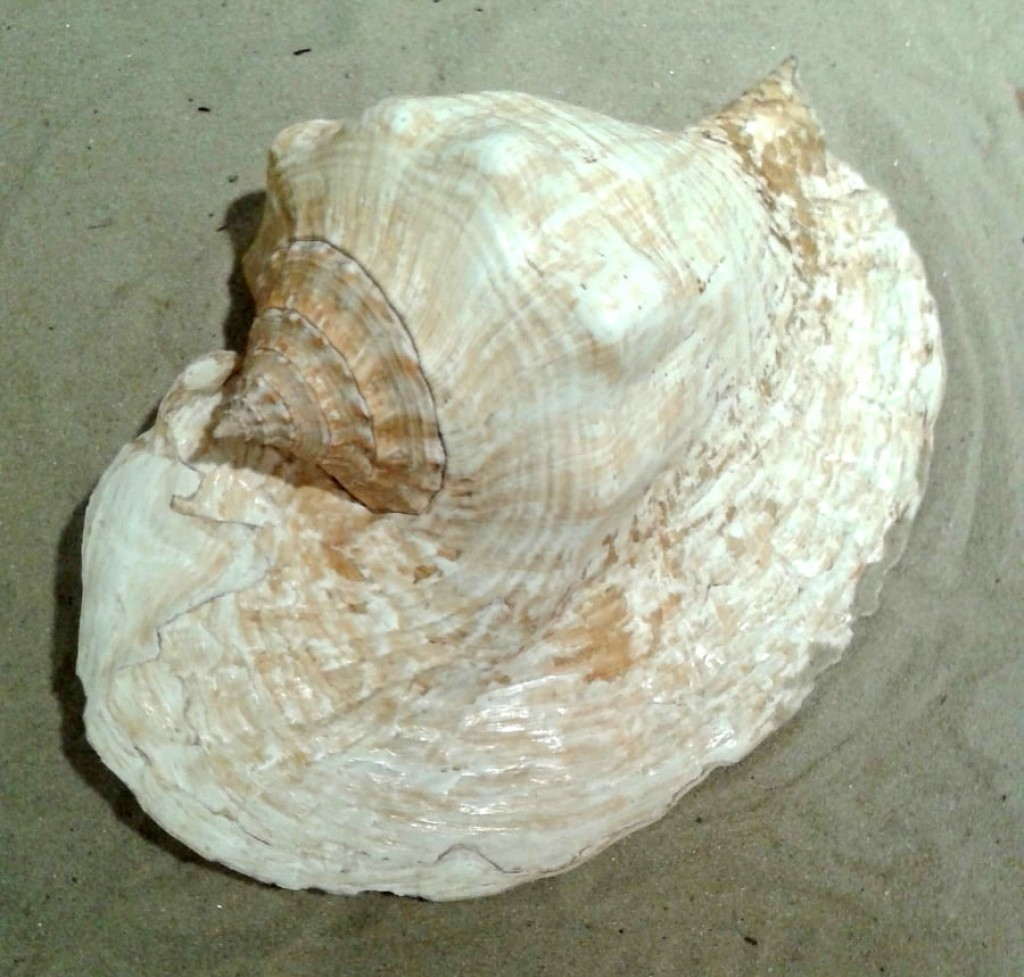
Vista superior da concha de T. goliath (Swainson, 1823);[1] de espécime da coleção do Museu Nacional do Rio de Janeiro; a espécie-tipo do gênero.

## Mudança de nomenclaturaː taxonomia
As duas espécies deste gênero, outrora encaixadas no gênero Lobatus (do qual apenas as espécies Lobatus raninus e Lobatus peruvianus permaneceram), foram transferidas para Titanostrombus no artigo científico "Towards Resolving the American and West African Strombidae (Mollusca: Gastropoda: Neostromboidae) Using Integrated Taxonomy"; publicado em The Festivus. 52(1), páginas 3-38, em fevereiro de 2020 (Maxwell et al.).